# Elezioni comunali in Abruzzo del 2001
Le elezioni comunali in Abruzzo del 2001 si sono svolte il 13 maggio (con ballottaggio il 27 maggio).

## Riepilogo sindaci eletti
Coalizione di centro-destra
     Coalizione civica di centro-destra
     Commissario straordinario
     Coalizione di centro-sinistra
     Coalizione socialista
| Provincia | Comune               | Popolazione legale (censimento 1991) | Sindaco uscente | Sindaco uscente           | Sindaco eletto | Sindaco eletto             | Primo turno | Primo turno | Secondo turno | Secondo turno | Seggi   |
| Provincia | Comune               | Popolazione legale (censimento 1991) | Sindaco uscente | Sindaco uscente           | Sindaco eletto | Sindaco eletto             | Voti        | %           | Voti          | %             | Seggi   |
| --------- | -------------------- | ------------------------------------ | --------------- | ------------------------- | -------------- | -------------------------- | ----------- | ----------- | ------------- | ------------- | ------- |
| Chieti    | Lanciano             | 34 006                               |                 | Nicola Fosco (Ind.)       |                | Filippo Paolini (FI)       | 15 732      | 63,77       | —             | —             | 21 / 30 |
| Chieti    | Vasto                | 32 880                               |                 | Giovanni Bolognese (Ind.) |                | Filippo Pietrocola (FI)    | 13 803      | 57,25       | —             | —             | 20 / 30 |
| L'Aquila  | Sulmona              | 25 454                               |                 | Bruno Di Masci (SDI)      |                | Pietro Centofanti (Ind.)   | 5 057       | 29,24       | 7 539         | 50,70         | 12 / 20 |
| Teramo    | Roseto degli Abruzzi | 21 101                               |                 | Pasquale Minunni          |                | Franco Di Bonaventura (DS) | 8 054       | 53,33       | —             | —             | 12 / 20 |

## Provincia di Chieti

### Lanciano
|                                                            | Filippo Paolini ✔️ Sindaco | 15 732               | 63,77 | Forza Italia                           | 5 688  | 25,21 | 9  |  |  |
| Centro Cristiano Democratico - Cristiani Democratici Uniti | Filippo Paolini ✔️ Sindaco | 15 732               | 63,77 | 3 701                                  | 16,41  | 5     |    |  |  |
| Alleanza Nazionale                                         | Filippo Paolini ✔️ Sindaco | 15 732               | 63,77 | 3 381                                  | 14,99  | 5     |    |  |  |
| Democrazia Cristiana                                       | Filippo Paolini ✔️ Sindaco | 15 732               | 63,77 | 1 884                                  | 8,35   | 2     |    |  |  |
| Partito Repubblicano Italiano                              | Filippo Paolini ✔️ Sindaco | 15 732               | 63,77 | 468                                    | 2,07   | –     |    |  |  |
| Totale liste                                               | Filippo Paolini ✔️ Sindaco | 15 732               | 63,77 | 15 122                                 | 67,03  | 21    |    |  |  |
|                                                            | Gaetano Pedullà            | 7 602                | 30,82 | Insieme per Lanciano (PPI - ID)        | 2 358  | 10,45 | 3  |  |  |
| Democratici di Sinistra                                    | Gaetano Pedullà            | 7 602                | 30,82 | 2 259                                  | 10,01  | 3     |    |  |  |
| Rifondazione Comunista                                     | Gaetano Pedullà            | 7 602                | 30,82 | 760                                    | 3,37   | 1     |    |  |  |
| Solidarietà e Sport (FdV - PdCI)                           | Gaetano Pedullà            | 7 602                | 30,82 | 475                                    | 2,11   | –     |    |  |  |
| Ambiente                                                   | Gaetano Pedullà            | 7 602                | 30,82 | 373                                    | 1,65   | –     |    |  |  |
| Seggio di coalizione                                       | Seggio di coalizione       | Seggio di coalizione | 30,82 | 1                                      |        |       |    |  |  |
| Totale liste                                               | Gaetano Pedullà            | 7 602                | 30,82 | 6 225                                  | 27,59  | 7     |    |  |  |
|                                                            | Giovanni Altobelli         | 836                  | 3,39  | Democrazia Europea                     | 854    | 3,79  | –  |  |  |
| Seggio di coalizione                                       | Seggio di coalizione       | Seggio di coalizione | 3,39  | 1                                      |        |       |    |  |  |
|                                                            | Arnaldo De Rentiis         | 498                  | 2,02  | Lanciano che Vogliamo nel Comprensorio | 359    | 1,59  | –  |  |  |
| Totale                                                     | Totale                     | 24 668               | 100   |                                        | 22 560 | 100   | 30 |  |  |
|                                                            |                            |                      |       |                                        |        |       |    |  |  |
| Schede bianche                                             | Schede bianche             | 480                  | 1,85  |                                        |        |       |    |  |  |
| Schede nulle                                               | Schede nulle               | 799                  | 3,08  |                                        |        |       |    |  |  |
| Votanti                                                    | Votanti                    | 25 947               | 79,78 |                                        |        |       |    |  |  |
| Elettori                                                   | Elettori                   | 32 522               |       |                                        |        |       |    |  |  |
|                                                            |                            |                      |       |                                        |        |       |    |  |  |
| Fonte: Ministero dell'interno                              |                            |                      |       |                                        |        |       |    |  |  |

### Vasto
|                                                            | Filippo Pietrocola ✔️ Sindaco | 13 803               | 57,25 | Forza Italia            | 4 958  | 22,42 | 7  |  |  |
| Alleanza Nazionale                                         | Filippo Pietrocola ✔️ Sindaco | 13 803               | 57,25 | 4 595                   | 20,78  | 7     |    |  |  |
| Centro Cristiano Democratico - Cristiani Democratici Uniti | Filippo Pietrocola ✔️ Sindaco | 13 803               | 57,25 | 3 713                   | 16,79  | 5     |    |  |  |
| Democrazia Cristiana                                       | Filippo Pietrocola ✔️ Sindaco | 13 803               | 57,25 | 815                     | 3,68   | 1     |    |  |  |
| Totale liste                                               | Filippo Pietrocola ✔️ Sindaco | 13 803               | 57,25 | 14 081                  | 63,67  | 20    |    |  |  |
|                                                            | Nicola Del Prete              | 8 772                | 36,38 | Democratici di Sinistra | 2 922  | 13,21 | 4  |  |  |
| La Margherita                                              | Nicola Del Prete              | 8 772                | 36,38 | 2 750                   | 12,43  | 4     |    |  |  |
| Il Girasole                                                | Nicola Del Prete              | 8 772                | 36,38 | 1 141                   | 5,16   | 1     |    |  |  |
| Seggio di coalizione                                       | Seggio di coalizione          | Seggio di coalizione | 36,38 | 1                       |        |       |    |  |  |
| Totale liste                                               | Nicola Del Prete              | 8 772                | 36,38 | 6 813                   | 30,80  | 9     |    |  |  |
|                                                            | Ezio Palumbo                  | 806                  | 3,34  | Rifondazione Comunista  | 626    | 2,83  | –  |  |  |
|                                                            | Nicola Bevilacqua             | 729                  | 3,02  | Lista Di Pietro         | 597    | 2,70  | –  |  |  |
| Totale                                                     | Totale                        | 24 110               | 100   |                         | 22 117 | 100   | 30 |  |  |
|                                                            |                               |                      |       |                         |        |       |    |  |  |
| Schede bianche                                             | Schede bianche                | 453                  | 1,78  |                         |        |       |    |  |  |
| Schede nulle                                               | Schede nulle                  | 859                  | 3,38  |                         |        |       |    |  |  |
| Votanti                                                    | Votanti                       | 25 422               | 83,15 |                         |        |       |    |  |  |
| Elettori                                                   | Elettori                      | 30 574               |       |                         |        |       |    |  |  |
|                                                            |                               |                      |       |                         |        |       |    |  |  |
| Fonte: Ministero dell'interno                              |                               |                      |       |                         |        |       |    |  |  |

## Provincia dell'Aquila

### Sulmona
| Candidati                                                  | Candidati                    | II turno             | II turno             | I turno | I turno | Liste                           | Voti   | %     | Seggi |
| Candidati                                                  | Candidati                    | Voti                 | %                    | Voti    | %       | Liste                           | Voti   | %     | Seggi |
| ---------------------------------------------------------- | ---------------------------- | -------------------- | -------------------- | ------- | ------- | ------------------------------- | ------ | ----- | ----- |
|                                                            | Pietro Centofanti ✔️ Sindaco | 7 539                | 50,70                | 5 057   | 29,24   | Forza Italia                    | 2 212  | 14,12 | 6     |
| Alleanza Nazionale                                         | Pietro Centofanti ✔️ Sindaco | 7 539                | 50,70                | 5 057   | 29,24   | 996                             | 6,36   | 3     |       |
| Lista Civica                                               | Pietro Centofanti ✔️ Sindaco | 7 539                | 50,70                | 5 057   | 29,24   | 949                             | 6,06   | 2     |       |
| Centro Cristiano Democratico - Cristiani Democratici Uniti | Pietro Centofanti ✔️ Sindaco | 7 539                | 50,70                | 5 057   | 29,24   | 618                             | 3,95   | 1     |       |
| Fiamma Tricolore                                           | Pietro Centofanti ✔️ Sindaco | 7 539                | 50,70                | 5 057   | 29,24   | 251                             | 1,60   | –     |       |
| Totale liste                                               | Pietro Centofanti ✔️ Sindaco | 7 539                | 50,70                | 5 057   | 29,24   | 5 026                           | 32,09  | 12    |       |
|                                                            | Franco La Civita             | 7 331                | 49,30                | 5 633   | 32,57   | Lista La Civita                 | 2 156  | 13,77 | 1     |
| Lista Civica                                               | Franco La Civita             | 7 331                | 49,30                | 5 633   | 32,57   | 2 032                           | 12,97  | 1     |       |
| Città Nuova                                                | Franco La Civita             | 7 331                | 49,30                | 5 633   | 32,57   | 1 261                           | 8,05   | 1     |       |
| Seggio di coalizione                                       | Seggio di coalizione         | Seggio di coalizione | 49,30                | 5 633   | 32,57   | 1                               |        |       |       |
| Totale liste                                               | Franco La Civita             | 7 331                | 49,30                | 5 633   | 32,57   | 5 449                           | 34,79  | 3     |       |
|                                                            | Paolo Santarelli             | Paolo Santarelli     | Paolo Santarelli     | 4 203   | 24,30   | Socialisti Democratici Italiani | 1 427  | 9,11  | 1     |
| Democratici di Sinistra                                    | Paolo Santarelli             | Paolo Santarelli     | Paolo Santarelli     | 4 203   | 24,30   | 1 356                           | 8,66   | 1     |       |
| La Margherita                                              | Paolo Santarelli             | Paolo Santarelli     | Paolo Santarelli     | 4 203   | 24,30   | 790                             | 5,04   | –     |       |
| Seggio di coalizione                                       | Seggio di coalizione         | Seggio di coalizione | Paolo Santarelli     | 4 203   | 24,30   | 1                               |        |       |       |
| Totale liste                                               | Paolo Santarelli             | Paolo Santarelli     | Paolo Santarelli     | 4 203   | 24,30   | 3 573                           | 22,81  | 2     |       |
|                                                            | Filadelfio Manasseri         | Filadelfio Manasseri | Filadelfio Manasseri | 2 403   | 13,89   | Il Girasole                     | 663    | 4,23  | –     |
| Lista Di Pietro                                            | Filadelfio Manasseri         | Filadelfio Manasseri | Filadelfio Manasseri | 2 403   | 13,89   | 328                             | 2,09   | –     |       |
| Sinistra Unita                                             | Filadelfio Manasseri         | Filadelfio Manasseri | Filadelfio Manasseri | 2 403   | 13,89   | 324                             | 2,07   | –     |       |
| Rifondazione Comunista                                     | Filadelfio Manasseri         | Filadelfio Manasseri | Filadelfio Manasseri | 2 403   | 13,89   | 298                             | 1,90   | –     |       |
| Seggio di coalizione                                       | Seggio di coalizione         | Seggio di coalizione | Filadelfio Manasseri | 2 403   | 13,89   | 1                               |        |       |       |
| Totale liste                                               | Filadelfio Manasseri         | Filadelfio Manasseri | Filadelfio Manasseri | 2 403   | 13,89   | 1 613                           | 10,30  | –     |       |
| Totale                                                     | Totale                       | 14 870               | 100                  | 17 296  | 100     |                                 | 15 661 | 100   | 20    |
|                                                            |                              |                      |                      |         |         |                                 |        |       |       |
| Schede bianche                                             | Schede bianche               | 253                  | 1,61                 | 199     | 1,10    |                                 |        |       |       |
| Schede nulle                                               | Schede nulle                 | 594                  | 3,78                 | 587     | 3,25    |                                 |        |       |       |
| Votanti                                                    | Votanti                      | 15 717               | 68,44                | 18 082  | 78,74   |                                 |        |       |       |
| Elettori                                                   | Elettori                     | 22 963               |                      | 22 963  |         |                                 |        |       |       |
|                                                            |                              |                      |                      |         |         |                                 |        |       |       |
| Fonte: Ministero dell'interno                              |                              |                      |                      |         |         |                                 |        |       |       |

## Provincia di Teramo

### Roseto degli Abruzzi
|                                                            | Franco Di Bonaventura ✔️ Sindaco | 8 054                | 53,33 | Democratici di Sinistra | 2 994  | 22,13 | 5  |  |  |
| Partito Popolare Italianoro                                | Franco Di Bonaventura ✔️ Sindaco | 8 054                | 53,33 | 1 589                   | 11,74  | 2     |    |  |  |
| Socialisti Democratici Italiani                            | Franco Di Bonaventura ✔️ Sindaco | 8 054                | 53,33 | 1 220                   | 9,02   | 2     |    |  |  |
| Rifondazione Comunista                                     | Franco Di Bonaventura ✔️ Sindaco | 8 054                | 53,33 | 1 105                   | 8,17   | 2     |    |  |  |
| Federazione dei Verdi - I Democratici                      | Franco Di Bonaventura ✔️ Sindaco | 8 054                | 53,33 | 617                     | 4,56   | 1     |    |  |  |
| Totale liste                                               | Franco Di Bonaventura ✔️ Sindaco | 8 054                | 53,33 | 7 525                   | 55,62  | 12    |    |  |  |
|                                                            | Michele Martinelli               | 6 074                | 40,22 | Forza Italia            | 2 506  | 18,52 | 4  |  |  |
| Alleanza Nazionale                                         | Michele Martinelli               | 6 074                | 40,22 | 1 151                   | 8,51   | 2     |    |  |  |
| Lista Civica                                               | Michele Martinelli               | 6 074                | 40,22 | 1 139                   | 8,42   | 1     |    |  |  |
| Centro Cristiano Democratico - Cristiani Democratici Uniti | Michele Martinelli               | 6 074                | 40,22 | 499                     | 3,69   | –     |    |  |  |
| Seggio di coalizione                                       | Seggio di coalizione             | Seggio di coalizione | 40,22 | 1                       |        |       |    |  |  |
| Totale liste                                               | Michele Martinelli               | 6 074                | 40,22 | 5 295                   | 39,14  | 7     |    |  |  |
|                                                            | Pio Rapagnà                      | 800                  | 5,30  | Lista Civica            | 564    | 4,17  | –  |  |  |
|                                                            | Rino Moretti                     | 175                  | 1,16  | Patto Democratico       | 146    | 1,08  | –  |  |  |
| Totale                                                     | Totale                           | 15 103               | 100   |                         | 13 530 | 100   | 20 |  |  |
|                                                            |                                  |                      |       |                         |        |       |    |  |  |
| Schede bianche                                             | Schede bianche                   | 297                  | 1,88  |                         |        |       |    |  |  |
| Schede nulle                                               | Schede nulle                     | 438                  | 2,77  |                         |        |       |    |  |  |
| Votanti                                                    | Votanti                          | 15 838               | 81,06 |                         |        |       |    |  |  |
| Elettori                                                   | Elettori                         | 19 538               |       |                         |        |       |    |  |  |
|                                                            |                                  |                      |       |                         |        |       |    |  |  |
| Fonte: Ministero dell'interno                              |                                  |                      |       |                         |        |       |    |  |  |